# Weingartenabbildung
Die Weingartenabbildung (nach dem deutschen Mathematiker Julius Weingarten), auch Formoperator genannt, ist eine Funktion aus der Theorie der Flächen im dreidimensionalen euklidischen Raum ({\displaystyle \mathbb {R} ^{3}}), einem Teilgebiet der klassischen Differentialgeometrie.
Die Weingartenabbilung ist die negative Derivierte der Gauß-Abbildung der Fläche und somit faserweise linear. Sie beschreibt die (negative) differenzielle Änderung des Normalenvektors. Da die Krümmung einer Fläche anschaulich durch Änderung der Richtung der Flächennormalen beschrieben wird, können aus den Eigenschaften der Weingartenabbildung Krümmungseigenschaften der Fläche abgeleitet werden.
Die Definition der Weingartenabbildung ist in der Literatur nicht einheitlich: Die Weingartenabbildung kann auf verschiedenen Räumen gelesen werden und auch mit dem umgekehrten Vorzeichen versehen sein. Ihr Zweck bleibt aber immer derselbe, nämlich Änderungen der Normalenrichtungen in erster Ordnung linear zu erfassen.

## Vorbereitung
Eine reguläre Fläche sei durch die Parameterdarstellung
{\displaystyle {\begin{aligned}X\colon \mathbb {R} ^{2}\supset A&\to \mathbb {R} ^{3}\\(u,v)&\mapsto X(u,v)\end{aligned}}}
gegeben. Dabei sei {\displaystyle X} mindestens zweimal stetig differenzierbar und in jedem Punkt {\displaystyle (u,v)} habe die Ableitung {\displaystyle DX_{(u,v)}}, eine lineare Abbildung von {\displaystyle \mathbb {R} ^{2}} nach {\displaystyle \mathbb {R} ^{3}}, vollen Rang. Das Bild dieser linearen Abbildung ist dann ein zweidimensionaler Unterraum des {\displaystyle \mathbb {R} ^{3}}, der Tangentialraum der Fläche im Punkt {\displaystyle p=X(u,v)}. Dabei denkt man sich die Bildvektoren im Punkt {\displaystyle p=X(u,v)} angeheftet. Der Tangentialraum wird von den beiden Vektoren 
{\displaystyle X_{1}(u,v)=X_{u}(u,v)={\tfrac {\partial X}{\partial u}}(u,v)=DX_{(u,v)}(e_{1})} und
{\displaystyle X_{2}(u,v)=X_{v}(u,v)={\tfrac {\partial X}{\partial v}}(u,v)=DX_{(u,v)}(e_{2})}
aufgespannt. (Hierbei bezeichnen {\displaystyle e_{1}} und {\displaystyle e_{2}} die Einheitsvektoren der Standardbasis des {\displaystyle \mathbb {R} ^{2}}.)
Die Einheitsnormale {\displaystyle N(u,v)} im Punkt {\displaystyle p=X(u,v)} der Fläche kann mit Hilfe des Vektorprodukts berechnet werden:
{\displaystyle N(u,v)={\frac {X_{u}(u,v)\times X_{v}(u,v)}{|X_{u}(u,v)\times X_{v}(u,v)|}}}
Somit ist {\displaystyle N} eine differenzierbare Abbildung vom Parameterbereich {\displaystyle A\subset \mathbb {R} ^{2}} in den Vektorraum {\displaystyle \mathbb {R} ^{3}}. Den Bildvektor {\displaystyle N(u,v)} denkt man sich angeheftet an den Punkt {\displaystyle p=X(u,v)}.
Die Ableitung {\displaystyle DN_{(u,v)}} im Punkt {\displaystyle (u,v)} ist eine lineare Abbildung von {\displaystyle \mathbb {R} ^{2}} nach {\displaystyle \mathbb {R} ^{3}}. Aus der Bedingung, dass {\displaystyle N(u,v)} ein Einheitsvektor ist, folgt, dass für jedes Parameterpaar {\displaystyle (u,v)} das Bild der Abbildung {\displaystyle DN_{(u,v)}} im Tangentialraum der Fläche im Punkt {\displaystyle p=X(u,v)} liegt und somit im Bild der Abbildung {\displaystyle DX_{(u,v)}}. Da {\displaystyle DX_{(u,v)}} injektiv ist, existiert die Umkehrabbildung {\displaystyle (DX_{(u,v)})^{-1}} als Abbildung auf dem Tangentialraum im Punkt {\displaystyle X(u,v)}.

## Definition
Man kann nun die Weingartenabbildung als lineare Abbildung im Parameterbereich (klassische Sichtweise) oder auf dem Tangentialraum (moderne Sichtweise) definieren.

### Im Parameterbereich
Die Abbildung {\displaystyle DN_{(u,v)}} bildet den {\displaystyle \mathbb {R} ^{2}} auf den Tangentialraum der Fläche im Punkt {\displaystyle X(u,v)} ab. Die Abbildung {\displaystyle (DX_{(u,v)})^{-1}} bildet diesen Tangentialraum wieder auf den {\displaystyle \mathbb {R} ^{2}} ab. Die durch Verkettung und Vorzeichenwechsel daraus entstehende lineare Abbildung 
{\displaystyle L_{(u,v)}=-(DX_{(u,v)})^{-1}\circ DN_{(u,v)}}
von {\displaystyle \mathbb {R} ^{2}} nach {\displaystyle \mathbb {R} ^{2}}
heißt Weingartenabbildung an der Stelle {\displaystyle (u,v)}.

### Auf der Fläche
Die Abbildung {\displaystyle (DX_{(u,v)})^{-1}} bildet einen Vektor des Tangentialraums der Fläche im Punkt {\displaystyle p=X(u,v)} in den {\displaystyle \mathbb {R} ^{2}} ab. Die Abbildung {\displaystyle DN_{(u,v)}} bildet den Bildvektor wieder in den Tangentialraum ab. 
Die durch Verkettung und Vorzeichenwechsel daraus entstehende lineare Abbildung
{\displaystyle L_{X(u,v)}=-DN_{(u,v)}\circ (DX_{(u,v)})^{-1}}
bildet den Tangentialraum im Punkt {\displaystyle p=X(u,v)} auf sich ab und heißt Weingartenabbildung am Punkt {\displaystyle p=X(u,v)}.
Es gilt also
{\displaystyle L_{X(u,v)}X_{i}(u,v)=-N_{i}(u,v)} für {\displaystyle i=1,2}.

## Koordinatendarstellung
Die beiden Versionen der Weingartenabbildung sind auf völlig verschiedenen Vektorräumen definiert. Wählt man jedoch im Parameterbereich die Standardbasis und im Tangentialraum die Basis {\displaystyle X_{u}(u,v)}, {\displaystyle X_{v}(u,v)}, so stimmen die zugehörigen Abbildungsmatrizen 
{\displaystyle {\begin{pmatrix}h^{1}{_{1}}(u,v)&h^{1}{_{2}}(u,v)\\h^{2}{_{1}}(u,v)&h^{2}{_{2}}(u,v)\end{pmatrix}}}
überein.
Sie sind durch die Gleichungen
{\displaystyle L_{X(u,v)}(X_{u}(u,v))=-N_{u}(u,v)=h^{1}{_{1}}(u,v)X_{u}(u,v)+h^{2}{_{1}}(u,v)X_{v}(u,v)}
{\displaystyle L_{X(u,v)}(X_{v}(u,v))=-N_{v}(u,v)=h^{1}{_{2}}(u,v)X_{u}(u,v)+h^{2}{_{2}}(u,v)X_{v}(u,v)}
charakterisiert.
In Einsteinscher Summenkonvention, mit {\displaystyle X_{1}=X_{u}}, {\displaystyle X_{2}=X_{v}}, {\displaystyle N_{1}=N_{u}=DN_{(u,v)}(e_{1})}, {\displaystyle N_{2}=N_{v}=DN_{(u,v)}(e_{2})} und unter Weglassung des Arguments:
{\displaystyle L(X_{j})=-N_{j}=h^{i}{}_{j}X_{i}}

## Zusammenhang mit der zweiten Fundamentalform
Für jedes Parameterpaar {\displaystyle (u,v)} ist die erste Fundamentalform {\displaystyle g_{(u,v)}} ein Skalarprodukt im {\displaystyle \mathbb {R} ^{2}} und die zweite Fundamentalform {\displaystyle h_{(u,v)}} eine symmetrische Bilinearform. Diese sind durch die Weingartenabbildung wie folgt verbunden:
Für Vektoren {\displaystyle w_{1},w_{2}\in \mathbb {R} ^{2}} gilt 
{\displaystyle h(w_{1},w_{2})=g(w_{1},Lw_{2})}.
Für die zugehörigen Matrixdarstellungen gilt in Einsteinscher Summenkonvention
{\displaystyle h_{ik}=g_{ij}h^{j}{_{k}}}
und
{\displaystyle h^{i}{}_{k}=g^{ij}h_{jk}.}

## Eigenschaften
- Die Weingartenabbildung {\displaystyle L} ist selbstadjungiert bezüglich der ersten Fundamentalform {\displaystyle g}, das heißt, für alle {\displaystyle w_{1},w_{2}\in \mathbb {R} ^{2}} gilt
{\displaystyle g(w_{1},Lw_{2})=g(Lw_{1},w_{2})\,.}
In jedem Punkt der Fläche existiert deshalb eine Basis aus Eigenvektoren von {\displaystyle L}, die orthonormal bezüglich {\displaystyle g} ist.
- Die Richtungen der Eigenvektoren heißen Hauptkrümmungsrichtungen.
- Die Eigenwerte der Weingartenabbildung geben die Hauptkrümmungen der Fläche an.
- Für einen Vektor {\displaystyle w\in T_{(u,v)}\mathbb {R} ^{2}} beschreibt {\displaystyle Lw} die Änderung der Flächennormalen in dieser Richtung an diesem Punkt.

Die Hauptkrümmungen sind Eigenwerte der Weingartenabbildung

- Die Weingartenabbildung ist die Ableitung der Gauß-Abbildung.

## Beispiel
Dem Beispiel aus den Artikeln erste Fundamentalform und zweite Fundamentalform folgend, wird wieder die Oberfläche einer Kugel vom Radius {\displaystyle r>0} betrachtet. Diese Fläche wird wieder durch
{\displaystyle X(u,v)={\begin{pmatrix}r\sin u\cos v\\r\sin u\sin v\\r\cos u\end{pmatrix}}} parametrisiert.
Die Matrixdarstellung der ersten Fundamentalform besteht aus den Komponenten {\displaystyle g_{uu}=r^{2}}, {\displaystyle g_{uv}=g_{vu}=0}, sowie {\displaystyle g_{vv}=r^{2}\sin ^{2}u}.
Die Matrixdarstellung der zweiten Fundamentalform besteht aus den Komponenten {\displaystyle h_{uu}=-r}, {\displaystyle h_{uv}=h_{vu}=0}, sowie {\displaystyle h_{vv}=-r\sin ^{2}u}.

Beide sind durch die Gleichung {\displaystyle h_{ik}=g_{ij}h^{j}{_{k}}} miteinander verbunden. Diese liefert durch Ausschreiben der Einsteinschen Summenkonvention folgende vier Gleichungen:
{\displaystyle h_{uu}=g_{uu}h^{u}{_{u}}+g_{uv}h^{v}{_{u}}}
{\displaystyle h_{uv}=g_{uu}h^{u}{_{v}}+g_{uv}h^{v}{_{v}}}
{\displaystyle h_{vu}=g_{vu}h^{u}{_{u}}+g_{vv}h^{v}{_{u}}}
{\displaystyle h_{vv}=g_{vu}h^{u}{_{v}}+g_{vv}h^{v}{_{v}}}
Durch Einsetzen der Komponenten der Matrixdarstellungen erhält man die Komponenten der Weingartenabbildung:
{\displaystyle h^{u}{_{u}}=h^{v}{_{v}}=-{\frac {1}{r}}}
{\displaystyle h^{u}{_{v}}=h^{v}{_{u}}=0}
Alternativ hätte auch die explizite Formel {\displaystyle h^{i}{}_{k}=g^{ij}h_{jk}} genutzt werden können. Dazu hätte allerdings die Matrix der ersten Fundamentalform invertiert werden müssen, um die {\displaystyle g^{ij}} zu erhalten.